# Pałac Kongresowy (Paryż)
Pałac Kongresowy Paryża (fran. Palais des congrès de Paris)  – hala koncertowa, centrum kongresowe i galeria handlowa w Paryżu. Znajduje się w 17 dzielnicy. W pobliżu znajduje się Lasek Buloński i zamożna dzielnica Neuilly-sur-Seine. Najbliższe stacje metra i kolei RER to Porte Maillot i Neuilly - Porte Maillot, dostępne z niższych poziomów budynku. 
Odbył się tu 23. Konkurs Piosenki Eurowizji (1978), oraz losowanie grup do turnieju głównego Mistrzostw Europy w Piłce Nożnej w 2016. W budynku znajduje się także studio telewizyjne.